# Eulogia
Eulogia一词在希腊语中意为“祝福”，在教会中被应用于“受祝福的物体”。在早期，它偶尔被用来表示圣体圣事，在这个意义上，在亞歷山大的區利羅的著作中尤其频繁地出现。这种用法的起源可以在圣保罗的话中找到（哥林多前書10：16）：，「我們所祝福的杯」。但更普遍的用途是用於面包、酒等物品，习惯上在庆祝节日后分发这些物品。从圣奥古斯丁那里得知，如此受祝福的面包在他那个时代通常会分发给慕道者，因为它得到了教会的正式祝福。